# Stanisława Umińska
Stanisława Umińska (imię zakonne Benigna Umińska; ur. 17 listopada 1901 w Warszawie, zm. 25 grudnia 1977 w Gaju) – polska aktorka, a następnie po osobistym dramacie od 1927 członkini świeckiego Stowarzyszenia „Samarytanki”, a potem zakonnica w Zgromadzeniu Sióstr Benedyktynek Samarytanek Krzyża Chrystusowego. W czasie II wojny światowej ratowała żydowskie dziewczęta i udzielała pomocy ludziom z konspiracji. Wraz z Leonem Schillerem i Tacjanną Wysocką oraz przy pomocy wspólnoty zakonnej, utworzyła w Henrykowie (dziś Budynek Centrum Lokalnego przy ul. Modlińskiej 257 w Warszawie) drugi po teatrze wojskowym konspiracyjny teatr w Warszawie (aktorkami były dziewczęta z ulicy, niejednokrotnie młodociane przestępczynie, którymi opiekowały się siostry samarytanki, dając im dach nad głową, wykształcenie i przygotowanie do prostych prac domowych). W okresie PRL-u pracowała społecznie na rzecz dzieci z niepełnosprawnością intelektualną. Była kierowniczką i przełożoną kilku samarytańskich placówek, m.in. w Lublinie, Mierzęcinie czy Zalesinie. Kilkakrotnie była wybierana do zarządu zgromadzenia samarytanek.

## Życiorys

### Wykształcenie i początki kariery teatralnej
Stanisława Umińska pochodziła z rodziny wielodzietnej, będąc córką Antoniego i Walerii Marianny z domu Wiśniewskiej. Od 1917 do 1919 roku uczęszczała na kursy wokalno-dramatyczne Heleny Józefy Hryniewieckiej w Warszawie. Już podczas popisów szkolnych zyskała uznanie. Latem 1919 roku występowała w półamatorskim teatrze Promenada. W Teatrze Polskim 30 października 1919 miał miejsce jej debiut teatralny (rola Sary w sztuce Major Barbara George’a Bernarda Shawa). W kwietniu 1922 występowała z aktorami warszawskimi w Piotrkowie Trybunalskim i Częstochowie, a w grudniu tegoż roku w porankach dla dzieci w sali warszawskiego Wodewilu. Potem była angażowana przez Teatr Polski oraz Teatr Mały. Sukces jaki odniosła grając rolę Orcia w Nie-Boskiej komedii (30 stycznia 1920) i Puka w Śnie nocy letniej Szekspira sprawił, że zyskała sławę jednej z najzdolniejszych aktorek młodego pokolenia. W 1923 roku wykonywała – specjalnie dla niej napisany – kabaretowy tekst Mała Gigolette Juliana Tuwima. Za rolę w Alkadzie z Zalamei otrzymała Nagrodę Ministra Sztuki i Kultury. Występy teatralne zakończyła 23 kwietnia 1924 grając w sztuce Świerszcz za kominem według Karola Dickensa. W sumie zagrała około 25 ról, wśród których były: Cherubin w Weselu Figara, Gloria w Nigdy nie można przewidzieć, Ewa w Legendzie o garbusku czy Fiametta w sztuce Uczta szyderców.

W nic nie znaczącym, ale tematycznie uroczym dramacie symbolicznym Andrejewa „Ten, którego biją po twarzy”, wespół z Brydzyńskim, Junoszą Stępowskim i niezapomnianą Umińską tworzy majstersztyk aktorski ze „smakiem” ekspresjonistycznym.

### Dramat dwojga i proces sądowy w Paryżu

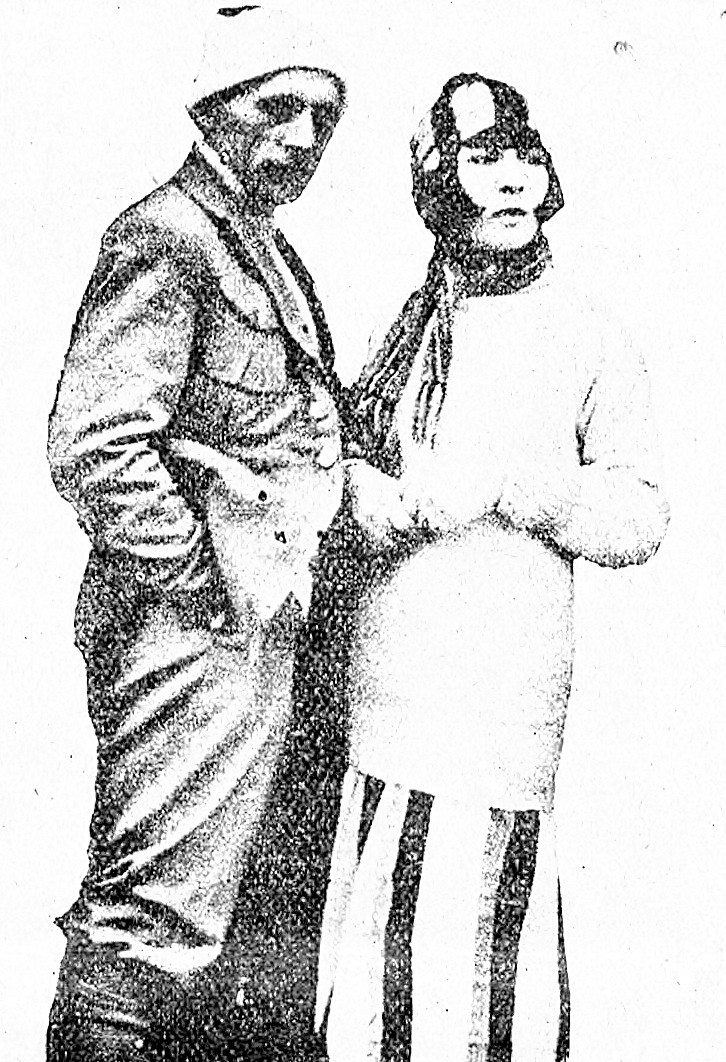
Jan Żyznowski i Stanisława Umińska

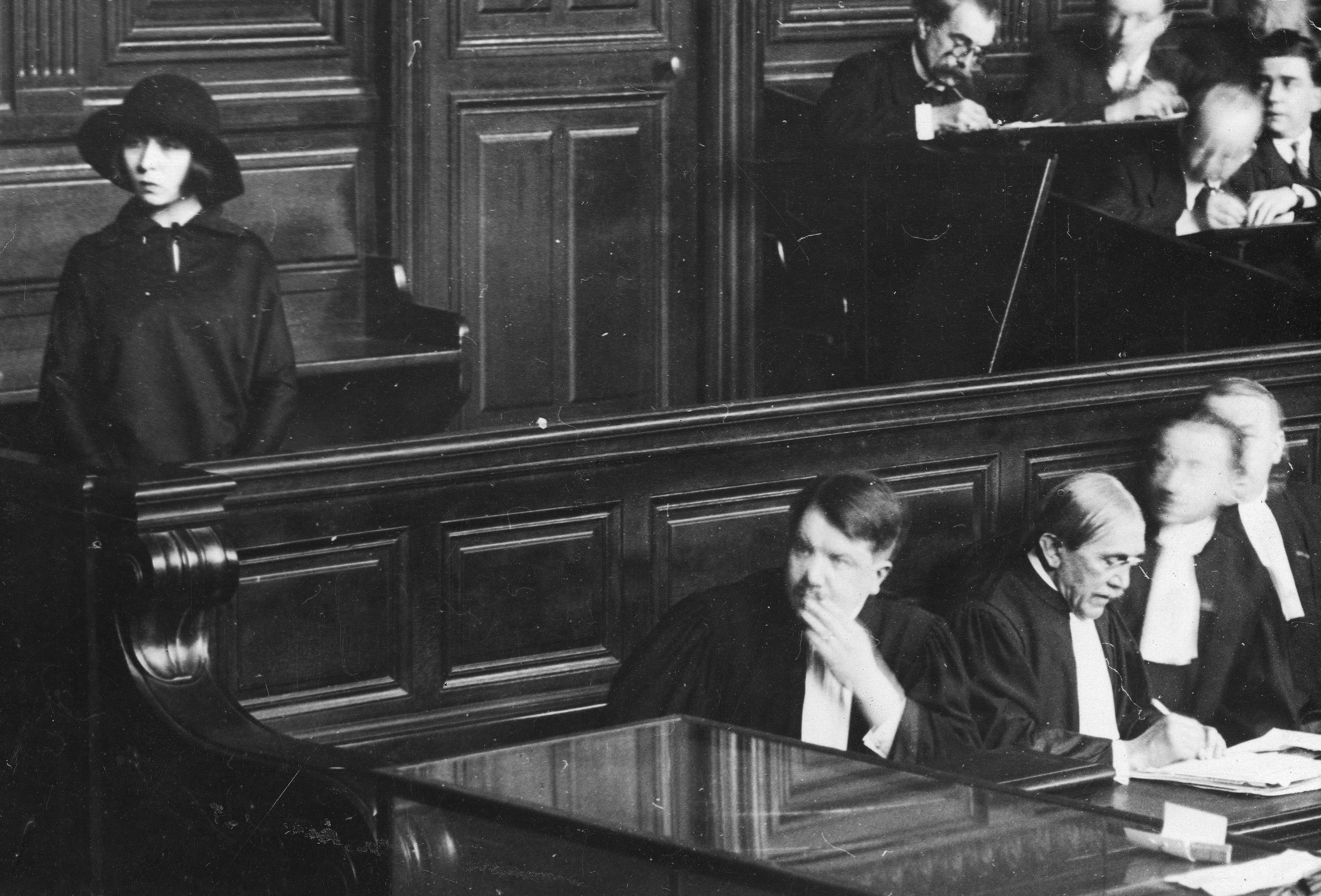
Stanisława Umińska na sali rozpraw (Paryż, 1925)

Jesienią 1923 poznała w teatrze Jana Żyznowskiego, malarza, prozaika i krytyka, z którym się wkrótce zaręczyła, ale Jan Żyznowski zachorował na raka wątroby i bardzo cierpiał. Lekarze nie dawali mu szans na przeżycie. Z Polski został skierowany na kurację do Paryża. Po przeprowadzeniu operacji i transfuzji krwi stan chorego pogorszył się i w obliczu doznawanego cierpienia Umińska została przez niego namówiona do pozbawienia go życia i 15 lipca 1924 zastrzeliła ciężko chorego narzeczonego w paryskim szpitalu Paul Brousse. Oskarżono ją o dokonanie zabójstwa, zaś przez opinię publiczną została rozgrzeszona i określana jako „anioł śmierci”. Przed sądem sam prokurator Donat Guigne przyznał, że w tej sprawie wolałby występować w roli obrońcy. Narada trybunału orzekającego trwała zaledwie 5 minut i 7 lutego 1925 sąd francuski wydał wyrok uniewinniający. Ten bardzo głośny proces przeszedł do historii sądownictwa. Tuż po procesie pojawiały się spekulacje o możliwym powrocie Umińskiej do pracy w teatrze lub wybrania przez nią drogi zakonnej, zaś w prasie europejskiej rozgorzała dyskusja o prawie do zabicia osoby śmiertelnie chorej.
Po procesie aktorka przeżyła nawrócenie. Przez jakiś czas korzystała z gościnności sióstr benedyktynek w Jouarre, gdzie doszła do względnej równowagi duchowej.

Po zwolnieniu z nadzoru policji za radą spowiednika ks. Augustyna Jakubisiaka udała się do opactwa sióstr Benedyktynek w Jouarre, gdzie miesiąc spędziła w odosobnieniu na modlitwie i pokucie. Tam dosięgnął ją Pan Bóg swą łaską jak Szawła w drodze do Damaszku.

Po powrocie do Polski, próbowała jeszcze wrócić jako aktorka do teatru, ale bezskutecznie. Nie była w stanie wrócić na scenę. Zaczęła szukać dla siebie miejsca w jakimś zgromadzeniu zakonnym, ale nie było to proste ze względu na przeszłość i brak posagu. Znany aktor, piotrkowianin, Aleksander Zelwerowicz, przybył osobiście do domu zakonnego przy szpitalu św. Łazarza w Warszawie i poprosił s. Wincentę Jaroszewską OSBSam, by zechciała ją przyjąć do Stowarzyszenia „Samarytanki”. Jaroszewska nie odmówiła, stwierdzając: „Niech przyjeżdża”.
Umińska (później już jako s. Benigna) do swojej śmierci myślała o tym, że nie miała prawa odebrać życia ukochanemu mężczyźnie.

Powtarzam: nie miałam prawa tego uczynić. Jan nie kazał, on zapytał tylko przedtem, jeden raz w Warszawie... Był taki silny, niezłomny, a poza tym nie wiedział, że nie ma już dla niego ratunku. Kochał życie, nienawidził śmierci. Chciałam oszczędzić mu świadomości, że będzie umierał. A może chciałam oszczędzić siebie, bojąc się niemożności patrzenia na nieludzkie cierpienie... Wówczas nie rozumiałam jeszcze, że dusza każdego człowieka dojrzewa w cierpieniu, tkwi w tym tajemnica, której nie znamy. I nasza ingerencja jest wówczas brutalnym wtargnięciem w tajemniczy proces ducha, który przedziera się do światła. Kiedyś opiekowałam się nienormalną dziewczynką; gdy umierała, w ostatniej chwili swego życia stała się normalnym dzieckiem, w oczach miała błysk świadomości, uśmiechała się do mnie - po raz pierwszy. A gdyby jej ktoś przedtem... przeszkodził, nie dojrzałaby do tego momentu... My szukamy często swoich tylko celów, a należy szukać prawdy. To poszukiwanie jest uciążliwe. Czasem czeka się długo, zanim człowiek sam dojrzeje do pewnych decyzji. Przedziwne to są drogi... Różne myśli. Dziś wiem, że Jan jest zbawiony i ja jestem jego oddechem; a to, że ja żyję, jest dla niego ratunkiem. Ale wiem też, że czyniąc to wtedy wyrządziłam krzywdę społeczeństwu. Czy mi ono wybaczyło?... I pytam jeszcze: Czy mówię całym swoim życiem, że nie było wolno?

### Samarytańskie powołanie
Po dramatycznych przeżyciach i procesie sądowym w Paryżu, oraz po powrocie do Polski, podjęła życie pokutne w duchu ekspiacji (wynagradzania Bogu za popełniony grzech) w Zgromadzeniu Sióstr Benedyktynek Samarytanek Krzyża Chrystusowego. Do klasztoru została przyjęta 17 marca 1927 roku przez przełożoną s. Wincentę Jadwigę Jaroszewską OSBSam. Kształtujące się dopiero zgromadzenie miało z tego tytułu szereg problemów. Siostra Jaroszewska oparła się naciskom usunięcia Umińskiej, chcąc dać jej możność życia w duchu ekspiacji i możliwość realizacji powołania.

W dążeniu do naszego celu nie ubiegajmy się o uznanie ludzi i świata, przeciwnie, z osobliwą gorliwością poświęcajmy się zajęciom w oczach świata niskim i wzgardzonym.(...) Do pracy tej społeczeństwo nie zawsze będzie się życzliwie odnosiło. Często dadzą się słyszeć słowa: Pracują nad tym, a nie widać żadnych rezultatów. Tak myśli społeczeństwo, stąd widać, że praca nasza jest bardzo uciążliwa i wymagająca całkowitego zaparcia się siebie.

### Praca społeczna na rzecz dzieci z niepełnosprawnością intelektualną
Od lutego do końca grudnia 1927 roku była przełożoną sióstr pracujących w szpitalu św. Józefa przy ul. Radziwiłłowskiej 11 w Lublinie. W 1936 złożyła śluby wieczyste. Była też przełożoną w innych domach sióstr samarytanek. W latach 1937–1945 była przełożoną wspólnoty sióstr i kierowniczką domu dla dziewcząt moralnie zagubionych w Henrykowie (wówczas w podwarszawskiej gminie Jabłonna). Uzyskała w pracy z dziewczętami dobre wyniki, a dom cieszył się znakomitą atmosferą, mimo że praca resocjalizacyjna nie była łatwa.

Stosunek Matki Przełożonej Benigny do wszystkich wychowanek był bardzo serdeczny. Przez cały okres od 1937 roku do wybuchu wojny dbano o życie kulturalne. Częste były wycieczki do pobliskiego lasu z patefonem, z jedzeniem na cały dzień, podwożonym furmanką, czy nad Wisłą. Jeździłyśmy też do Warszawy do muzeum, do kina, do teatru na „Śpiącą królewnę”.

Po II wojnie światowej była inicjatorką powstania w 1947 roku pierwszej w Polsce wioski dziecięcej w Zalesinie (w Polsce nie znano jeszcze wiosek dziecięcych). Wieś z dziećmi z niepełnosprawnością tworzyło 11 domków rozciągniętych na przestrzeni jednego kilometra, z systemem rodzinkowym, wg ujęcia s. Jaroszewskiej OSBSam. W każdej rodzince opiekunką i matką była siostra samarytanka, a dziewczynki z niepełnosprawnością miały swoją kuchnię, bawialnię, sypialnie i własny przydomowy ogródek.
W okresie PRL-u była też kierowniczką zakładu dla osób dotkniętych niepełnosprawnością intelektualną w Mierzęcinie, gdzie w skrajnie trudnych warunkach materialnych, wraz z siostrami opiekowała się dziewczynkami wymagającymi szczególnej troski.
Brała udział w kapitułach generalnych, począwszy od pierwszej kapituły Stowarzyszenia „Samarytanki”, jaka odbyła się w Karolinie, w październiku 1930 roku. Przewodniczył jej abp Stanisław Gall. W pierwszej kapitule generalnej, jaka miała miejsce po zatwierdzeniu benedyktynek samarytanek na prawie diecezjalnym, z dnia 25 października 1936 roku, została wybrana radną generalną, sekretarką i prokuratorką generalną, co wiązało się z dużym zaufaniem, jakim cieszyła się wśród sióstr. Kiedy założycielka zgromadzenia ciężko zapadła na zdrowiu razem z s. Dominiką Szymczewską OSBSam pomagała s. Jaroszewskiej OSBSam w kierowaniu zgromadzeniem. W osobach z niepełnosprawnością intelektualną dostrzegała przejawy życia duchowego.

### Okupacyjny teatr
Jako przełożona w Henrykowie – współuczestniczyła w tworzeniu drugiego co do wielkości teatru konspiracyjnego w Warszawie. Na jej listowną prośbę, by Leon Schiller raczył delegować któregoś ze swoich uczniów do wyreżyserowania przedstawienia bożonarodzeniowego dla dziewcząt w Henrykowie, gdzie kierowała zakładem dla zagubionych dziewcząt i nieletnich przestępczyń, otrzymała nie tylko potwierdzenie chęci współpracy, ale i dała schronienie ukrywającemu się wówczas reżyserowi. Schiller korzystał z gościnności Umińskiej i sióstr od kwietnia 1941 do 1944 roku. Mieszkał w oficynie. W Henrykowie udało się przygotować około 20 przedstawień. Przygotowano m.in. Pastorałkę, dwa przedstawienia Godów Weselnych, kilka przedstawień O Zmartwychwstaniu Pańskim. Raszewski szacował, że przedstawienia te mogło widzieć nawet 2 tysiące widzów.
Przedstawienia, których przygotowanie i wykonanie dokonywało się pod jej okiem, wspominali po latach m.in. wielokrotnie: Czesław Miłosz, Jadwiga Gosławska, Andrzej Łapicki, Andrzej Trzebiński czy Jerzy Timoszewicz.

(...) nawet Leon Schiller wystawił Pastorałkę z pensjonariuszkami zakładu dla nieletnich przestępczyń, który prowadziły Siostry Samarytanki. Przełożona tego zakładu była Matka Benigna, dawna wybitna aktorka, znana jako Stanisława Umińska. Z powodu „łapanki” nie mogłem dojechać na to przedstawienie, które, sądząc z opinii, wypadło bardzo dobrze. Odbywało się ono poza Warszawą, w Henrykowie.

Józefa grała wysoka dziewczyna o szerokiej piegowatej twarzy, nad którą jeżyła się ostra szczecina odrastających włosów. Obok niej powszechną uwagę zwracało młodziutkie zabiedzone dziewczę w roli Matki Boskiej. Mówiono, że ta ujmująca postać miała za sobą przeżycia, które się mogły wydarzyć tylko w Warszawie podczas wojny (...). Gdy przemawiała, wszyscy aktorzy wstawali. Wedle zgodnej opinii świadków cały zespół grał z prostotą rzadko widywaną na scenie. Akompaniował mu Leon Schiller, na fortepianie ustawionym po prawej stronie estrady. Z głębi sali, niewidoczny dla publiczności, wtórował mu chór benedyktynek. Całość miała charakter bardziej liturgiczny niż w Reducie.

### Ratowanie osób pochodzenia żydowskiego
Jako przełożona domu zakonnego w Henrykowie odpowiadała za działalność mającą na celu ratowanie osób pochodzenia żydowskiego. Była to niejako „Przystań” nie tylko dla moralnie zagubionych dziewcząt z Warszawy. Uratowanych w Henrykowie mogło być nawet kilkadziesiąt osób, a do najbardziej brawurowych akcji należało wyrobienie nielegalnych kenkart 16 żydowskim dziewczętom przy wydatnym zaangażowaniu s. Norberty Ziółkowskiej OSBSam. Pośredniczką w ratowaniu żydowskich dzieci, była także ukrywająca się w henrykowskim zakładzie psycholog i pedagog żydowskiego pochodzenia, Magdalena Langer. Umińska współpracowała z Ireną Sendlerową, odpowiedzialną za działalność Żegoty. Znały się jeszcze przed wybuchem wojny, ponieważ Wydział Opieki miasta Warszawy odpowiadał za zaopatrzenie domów w wyżywienie czy ubranie. Sendlerowa osobiście przywoziła do domów zakonnych w Płudach, Chotomowie i Henrykowie kilkuletnie dziewczynki, prosząc o ich ukrycie.

## Tablica przodków
| Tablica rodowodowa                                           |                                                                        |                                                                        |
| Dziadkowie                                                   | Wojciech Umiński Józefa Karolak                                        | ?                                                                      |
| Rodzice                                                      | Antoni Umiński (1864–~1920) Waleria Marianna Wiśniewska (?–30.09.1941) | Antoni Umiński (1864–~1920) Waleria Marianna Wiśniewska (?–30.09.1941) |
| s. Stanisława Benigna Umińska OSBSam (17.11.1901–25.12.1977) |                                                                        |                                                                        |

## Teatr
| Role teatralne |                                        |                     |                          |                            |                                               |
| Rok            | Sztuka                                 | Autor               | Reżyser                  | Rola                       | Teatr                                         |
| 1919           | Romans                                 | Edward Sheldon      |                          | Boy                        | Teatr Polski im. Arnolda Szyfmana w Warszawie |
| 1920           | Nie-Boska komedia                      | Zygmunt Krasiński   | Arnold Szyfman           | Orcio                      | Teatr Polski im. Arnolda Szyfmana w Warszawie |
| 1920           | Wachlarz lady Windermere               | Oscar Wilde         | Leonard Bończa-Stępiński | Lady Augusta Carlisle      | Teatr Polski im. Arnolda Szyfmana w Warszawie |
| 1920           | Mandragora                             | Karol Szymanowski   | Kazimierz Łobojko        | Arlekin                    | Teatr Polski im. Arnolda Szyfmana w Warszawie |
| 1921           | Księga Hjoba. Komedja nudna w 3 aktach | Bruno Winawer       | Jan Janusz               | Tola Olska                 | Teatr Mały w Warszawie                        |
| 1922           | Ten, którego biją po twarzy            | Leonid Andriejew    | Aleksander Zelwerowicz   | Consuella                  | Teatr Polski im. Arnolda Szyfmana w Warszawie |
| 1922           | Wesele Figara, czyli Szalony dzień     | Pierre Beaumarchais | Aleksander Zelwerowicz   | Cherubin                   | Teatr Polski im. Arnolda Szyfmana w Warszawie |
| 1923           | To, co najważniejsze                   | Nikołaj Jewreinow   | Karol Borowski           | Panna, pisząca na maszynie | Teatr Polski im. Arnolda Szyfmana w Warszawie |
| 1923           | Sen nocy letniej                       | William Shakespeare | Aleksander Zelwerowicz   | Puk                        | Teatr Polski im. Arnolda Szyfmana w Warszawie |
| 1923           | Człowiek, zwierzę i cnota              | Luigi Pirandello    | Aleksander Zelwerowicz   | Nono                       | Teatr Polski im. Arnolda Szyfmana w Warszawie |
| 1924           | Uczta szyderców                        | Sem Benelli         | Ryszard Ordyński         | Fiametta                   | Teatr Polski im. Arnolda Szyfmana w Warszawie |

## Filmografia
- Pan Twardowski (1921)[30]

## Upamiętnienie
- W okresie listopad 2023 – lipiec 2024 Stanisławie Umińskiej poświęcono część wystawy Prawobrzeżne w warszawskim Muzeum Pragi[31].

## Literatura
- Jan Lechoń: Dziennik. Wstęp: Roman Loth. Warszawa, PIW, 1992–1993, ISBN 83-06-02203-3, t. I–III (pierwodruk: Londyn, Wyd. „Wiadomości”, 1967–1973, t. I–III).
- Czesław Miłosz: Rok myśliwego. Kraków: Znak, 2001. ISBN 83-240-0032-1. OCLC 830276051. Brak numerów stron w książce